# Кокоа
Коко́а (Xiphorhynchus) — рід горобцеподібних птахів родини горнерових (Furnariidae). Представники цього роду мешкають в Мексиці, Центральній і Південній Америці.

## Види
Виділяють чотирнадцять видів:
- Кокоа смугастошиїй (Xiphorhynchus obsoletus)
- Кокоа малий (Xiphorhynchus fuscus)
- Кокоа сеарський (Xiphorhynchus atlanticus)[9]
- Кокоа леопардовий (Xiphorhynchus pardalotus)
- Кокоа колумбійський (Xiphorhynchus ocellatus)
- Кокоа плямистоголовий (Xiphorhynchus chunchotambo)
- Кокоа західний (Xiphorhynchus elegans)
- Кокоа амазонійський (Xiphorhynchus spixii)
- Кокоа жовтогорлий (Xiphorhynchus guttatus)
- Кокоа північний (Xiphorhynchus susurrans)
- Кокоа мексиканський (Xiphorhynchus flavigaster)
- Кокоа строкатоплечий (Xiphorhynchus lachrymosus)
- Кокоа плямистий (Xiphorhynchus erythropygius)
- Кокоа андійський (Xiphorhynchus triangularis)

## Етимологія
Наукова назва роду Xiphorhynchus походить від сполучення слів дав.-гр. ξιφος — меч і ῥυγχος — дзьоб.